# Je ne vous oublie pas
«Je ne vous oublie pas» (с фр. — «Я вас не забуду») — первый сингл Селин Дион из её альбома-сборника песен на французском языке On ne change pas. Релиз в Интернете состоялся 27 сентября 2005 года для Канады и 3 октября 2005 года для Франции. На физическом носителе — CD-диске сингл вышел во Франции, Бельгии и Швейцарии 10 октября 2005 года.
Автором песни стал Жак Венерузо, до этого работавший с певицей над её альбомом 1 fille & 4 types и впоследствии спродюсировавший четыре песни с альбома D'elles.
К выпуску сингла был приурочен музыкальный клип, снятый Дидье Керба в Монреале в июле 2005 года.
Композиция «Je ne vous oublie pas» удостоилась в 2006 году номинации на премию Félix Award в категории «Песня года».

## Варианты композиции
CD сингл (Европа)
1. «Je ne vous oublie pas» — 3:35
2. «Sous le vent» (с Гару и Les 500 Choristes) — 3:34
3. «Je ne vous oublie pas» (инструментальная версия) — 3:35

Версии
1. «Je ne vous oublie pas» (с Les 500 Choristes) — 3:35
2. «Je ne vous oublie pas» (инструментальная версия) — 3:35
3. «Je ne vous oublie pas» (альбомная версия) — 3:35

## Чарты и сертификации
| Чарт (2005)                       | Высшая позиция |
| --------------------------------- | -------------- |
| Belgian Flandres Ultratip Chart   | 9              |
| Belgian Wallonia Singles Chart    | 4              |
| Canadian Adult Contemporary Chart | 23             |
| European Singles Chart            | 8              |
| French Singles Chart              | 2              |
| Quebec BDS Chart                  | 3              |
| Quebec Radio Correspondents Chart | 5              |
| Swiss Singles Chart               | 21             |

| Страна  | Сертификация |
| ------- | ------------ |
| Франция | Серебро      |